# Witold Rogoyski
Witold Rogoyski (ur. 3 czerwca 1841 w Lubli, zm. 28 lutego 1916 w Tarnowie) – powstaniec styczniowy, długoletni burmistrz Tarnowa (1884–1906), poseł do Sejmu Krajowego Galicji, właściciel dóbr.

## Życiorys
Był jedynym synem Jędrzeja Rogoyskiego herbu Brochwicz i Aleksandry Niesiołowskiej. Na chrzcie otrzymał dwa imiona: Jan Witold, jednak posługiwał się jedynie drugim. W latach 1849–1851 uczył się w Cesarsko-Królewskim Gimnazjum w Tarnowie, następnie do 1852 roku w gimnazjum we Lwowie. Decyzją ojca w 1852 roku wstąpił do Cesarskiej Akademii Wojennej w Hainburgu. W 1859 roku ukończył szkołę ze stopniem porucznika inżynierii i rozpoczął służbę wojskową na Węgrzech. Po śmierci ojca w 1862 roku zrezygnował z kariery wojskowej i powrócił do Galicji, aby objąć zapisaną mu przez ojca w testamencie wieś Szufnarową koło Strzyżowa.
Po wybuchu powstania styczniowego Witold Rogoyski wziął w nim udział jako dowódca kompanii strzelców w tzw. batalionie galicyjskim dowodzonym przez Andrzeja Łopackiego, który wchodził w skład oddziału Dionizego Czachowskiego. W maju 1863 roku Rogoyski otrzymał awans na majora wojsk powstańczych. Po rozwiązaniu swojego ugrupowania wraz z Dionizym Czachowskim przybył do Krakowa 18 czerwca, by zorganizować nowy oddział powstańczy, jednak problemy zdrowotne uniemożliwiły mu powrót do walki. W styczniu 1864 roku Rogoyski został oficjalnie urlopowany z wojska przez władze powstańcze Galicji Zachodniej, po czym powrócił do majątku Szufnarowa.
W 1866 roku Witold Rogoyski ożenił się ze Stefanią z Rogoyskich, pochodzącą z miejscowości Kąty niedaleko Czchowa. Mieli troje dzieci: Stefana (ur. 1867), Janinę (ur. 1868) i Zdzisława (ur. 1872). Stefania Rogoyska zmarła 7 stycznia 1874 roku, zaś w rok później Rogoyski powtórnie się ożenił, ze starszą siostrą pierwszej żony, Michaliną. W tym samym roku podjął decyzję o parcelacji Szufnarowej i przeniesieniu się do Tarnowa. Zakupił tam posiadłość na przedmieściach (obecnie rejon ul. Słowackiego), którą nazwał „Witoldówką”. W Tarnowie urodziło się jedyne dziecko z drugiego małżeństwa Rogoyskich, Tadeusz (ur. 1876).
Jak wielu Polaków po upadku powstania styczniowego, Witold Rogoyski stał się zwolennikiem myśli pozytywistycznej. Rozpoczął działalność w różnych instytucjach lokalnych i samorządowych, a w 1877 roku został członkiem Rady Miejskiej. Na posiedzeniu rady 5 lutego 1884 roku, stosunkiem głosów 24 do 9, został wybrany na stanowisko burmistrza Tarnowa. Na stanowisku tym Witold Rogoyski pozostawał niemal 23 lata, przeprowadzając wiele istotnych zmian w funkcjonowaniu miasta. Do osiągnięć jego i kierowanego przez niego urzędu należą m.in.: remont ratusza i katedry, rozbudowa koszar, otwarcie nowych szkół, rozbudowa szpitala, budowa wodociągów miejskich, regulacja ulic czy założenie policji miejskiej. W 1885 roku Witold Rogoyski stał na czele delegacji interweniującej na dworze i w nuncjaturze apostolskiej w Wiedniu w sprawie zachowania diecezji tarnowskiej, która miała zostać zlikwidowana po śmierci ówczesnego biskupa, Józefa Alojzego Pukalskiego. 15 września 1886 roku burmistrz wraz z całą Radą Miejską i niemalże całym miastem witał na tarnowskim dworcu kolejowym cesarza Franciszka Józefa, przejeżdżającego przez Tarnów w drodze do Lwowa, a w maju 1887 roku przy bramie triumfalnej ustawionej na ul. Krakowskiej jego syna, arcyksięcia Rudolfa.
Również w 1887 roku Witold Rogoyski zdobył mandat poselski w wyborach uzupełniających do Sejmu Krajowego Galicji (po śmierci Ryszarda Zawadzkiego). Sukces ten powtórzył w wyborach w 1889 roku i pozostawał na tym stanowisku do 1895 roku, działając w komisjach gminnej, podatkowej i górniczej. 18 kwietnia 1895 roku został odznaczony Krzyżem Kawalerskim Orderu Franciszka Józefa. Jednak prowadzone przez burmistrza inwestycje spowodowały znaczne zadłużenie miasta i wzrost nastrojów opozycyjnych wśród radnych. Na skutek demagogicznych ataków części radnych Witold Rogoyski zdecydował o swojej dymisji. Oficjalnie złożył urząd na posiedzeniu Rady Miejskiej 13 grudnia 1906 roku, powołując się na zły stan zdrowia i przekazując tymczasowe pełnienie funkcji burmistrza swojemu zastępcy, Eliaszowi Goldhammerowi. W uznaniu zasług Rada Miejska przyznała mu dożywotni dar honorowy w wysokości 4 tysięcy koron, ufundowała jego portret pędzla Wincentego Wodzinowskiego zawieszony następnie w sali posiedzeń (obecnie w Muzeum Ziemi Tarnowskiej w Tarnowie) oraz nazwała w 1907 roku jedną z ulic w dzielnicy Strusina imieniem Witolda Rogoyskiego.
Po rezygnacji z urzędu Rogoyski pełnił przez pewien czas funkcję dyrektora Miejskiej Kasy Oszczędności w Tarnowie, następnie zajął się kształceniem dzieci i podróżami. Otrzymał tytuł honorowego obywatelstwa Tarnowa. Zmarł w Tarnowie 28 lutego 1916 roku i został pochowany w rodzinnym grobowcu na tarnowskim Starym Cmentarzu.